# Kirche Bernshausen
Die evangelisch-unierte Kirche Bernshausen steht in Bernshausen, einem Stadtteil von Schlitz im Vogelsbergkreis von Hessen. Die Kirche gehört zur Christusgemeinde Schlitzerland im Dekanat Vogelsberg der Propstei Oberhessen der Evangelischen Kirche in Hessen und Nassau.

## Beschreibung
Die heutige Kirche wurde an Stelle des Vorgängerbaus von 1725 bis 1727 erbaut. Das Kirchenschiff der Saalkirche ist ein schlichter Rechteckbau, dass mit einem Walmdach bedeckt ist, aus dessen Mitte sich ein achtseitiger Dachreiter erhebt, auf dessen Haube eine Laterne sitzt.

## Ausstattung
Die Kanzel befindet sich vor der Empore, auf der eine Orgel steht, die 1817 von P. H. Dickel gebaut und 1850 von Johann Adam Oestreich verändert wurde. An der Brüstung der Empore befindet sich das Wappen derer von Schlitz, die das Kirchenpatronat innehatten.

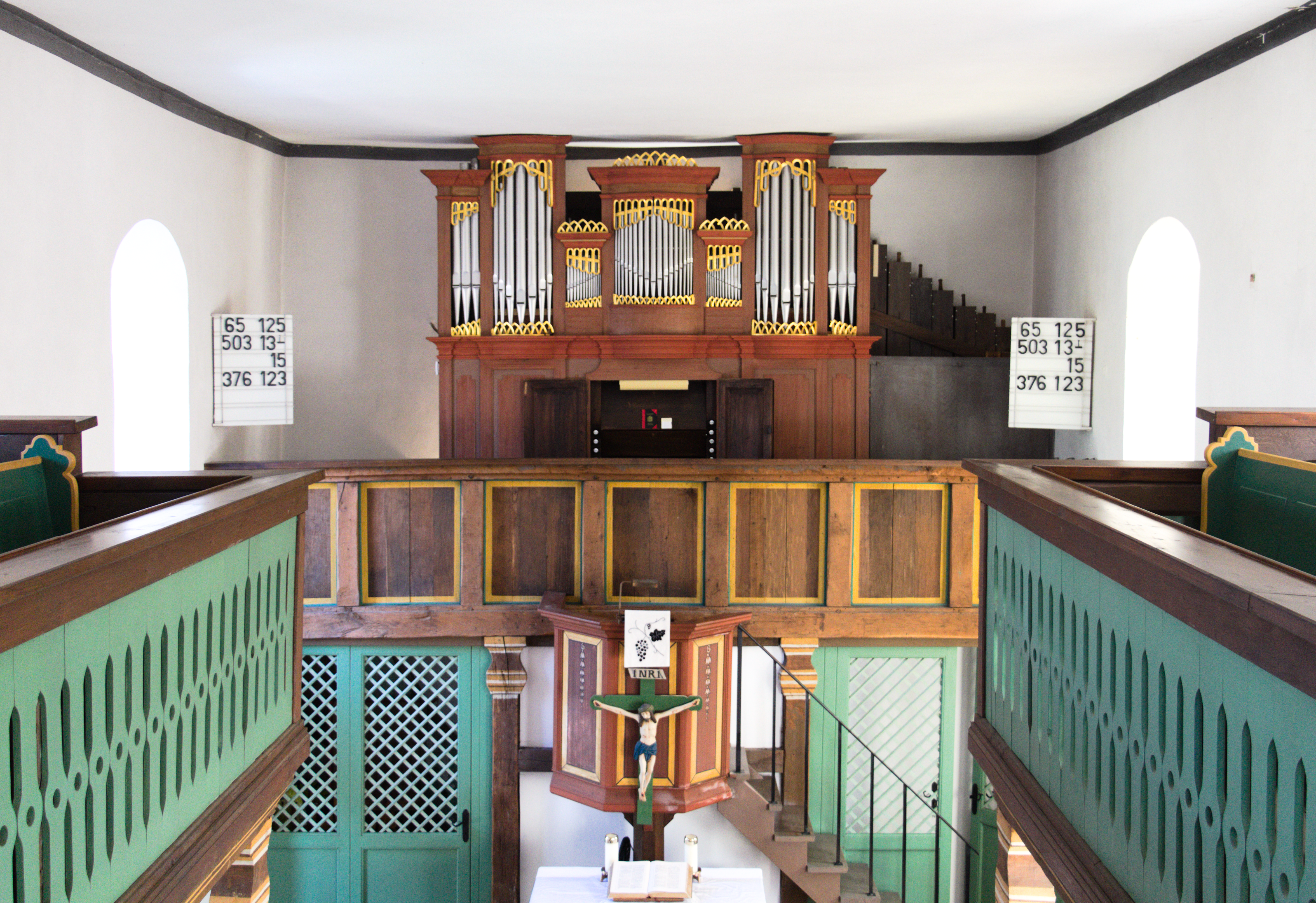
Orgel
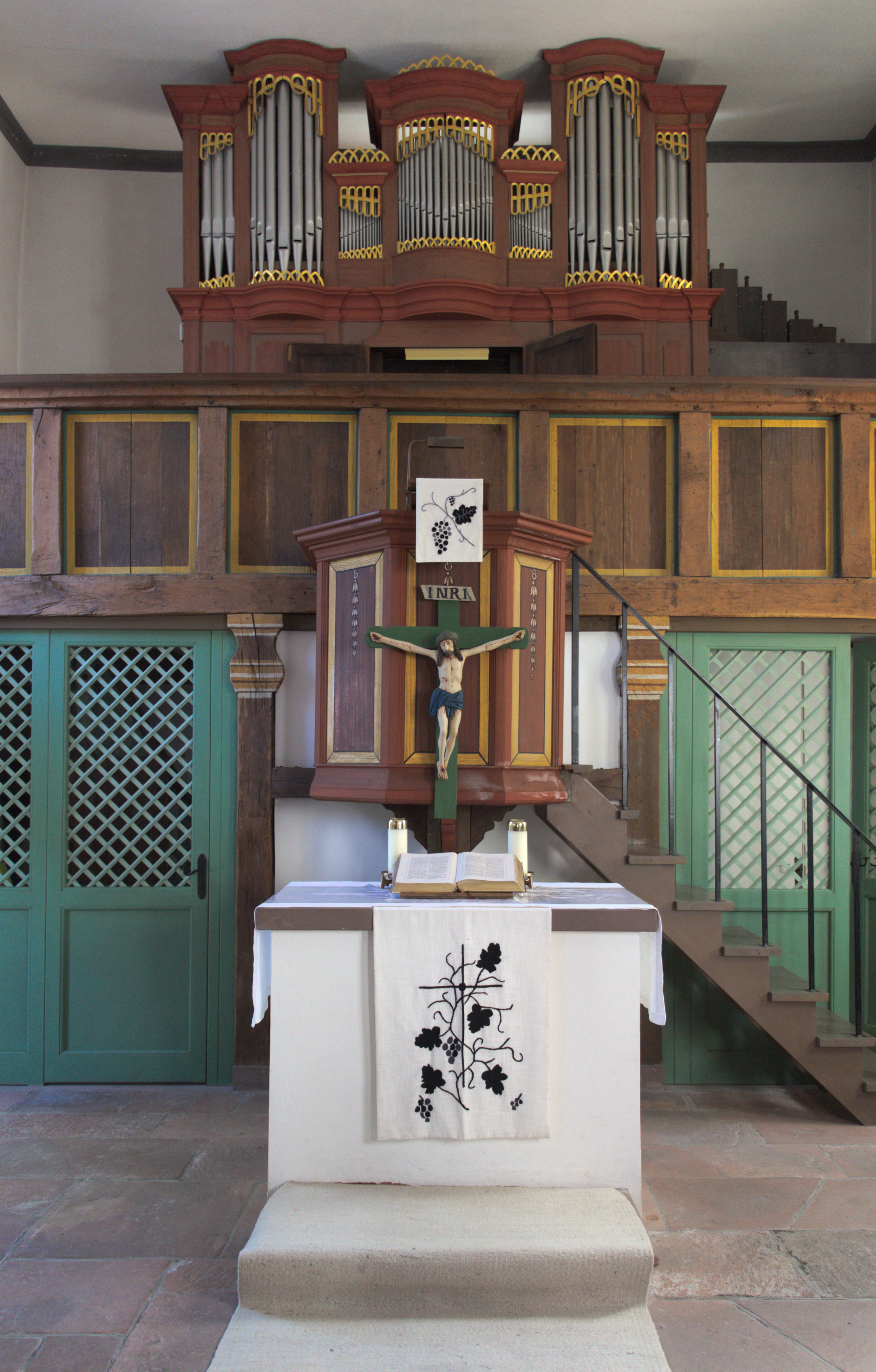
Alter und Kanzel